# Dicroglossidae
Dicroglossidae Anderson, 1871 è una famiglia di anfibi anuri.

## Tassonomia
Comprende 218 specie raggruppate in 14 generi e 2 sottofamiglie:
- Sottofamiglia Dicroglossinae (201 spp.)
  - Allopaa Ohler y Dubois, 2006 (2 spp.)
  - Chrysopaa Ohler y Dubois, 2006 (1 sp.)
  - Euphlyctis Fitzinger, 1843 (8 spp.)
  - Fejervarya Bolkay, 1915 (13 spp.)
  - Hoplobatrachus Peters, 1863 (5 spp.)
  - Limnonectes Fitzinger, 1843 (78 spp.)
  - Minervarya Dubois, Ohler, and Biju, 2001 (37 spp.)
  - Nannophrys Günther, 1869 (4 spp.)
  - Nanorana Günther, 1896 (30 spp.)
  - Ombrana Dubois, 1992 (1 sp.)
  - Quasipaa Dubois, 1992 (12 spp.)
  - Sphaerotheca Günther, 1859 (10 spp.)
- Sottofamiglia Occidozyginae (17 sp.)
  - Ingerana Dubois, 1987 (4 spp.)
  - Occidozyga Kuhl y Van Hasselt, 1822 (13 spp.)

### Alcune specie

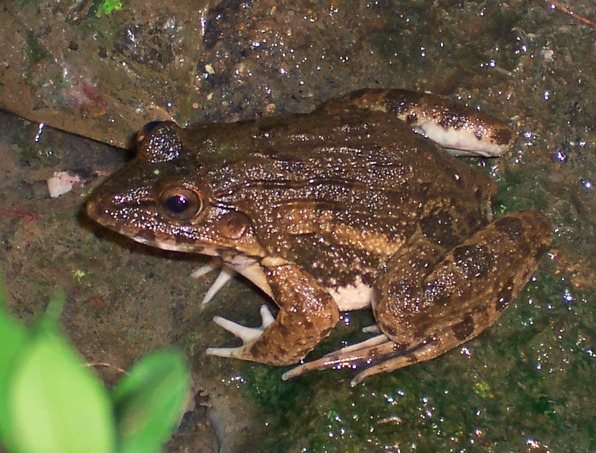
Fejervarya cancrivora
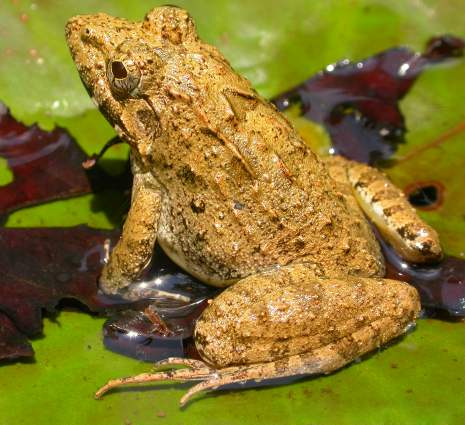
Hoplobatrachus tigerinus
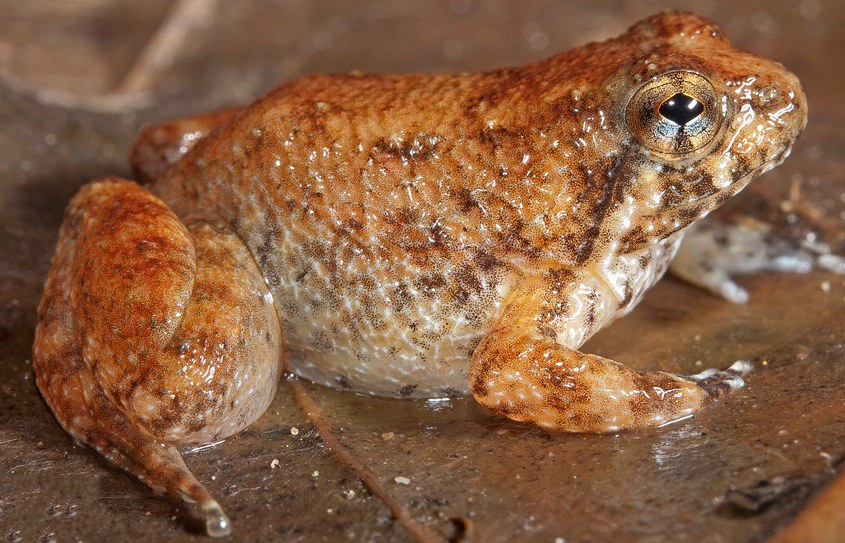
Ingerana borealis
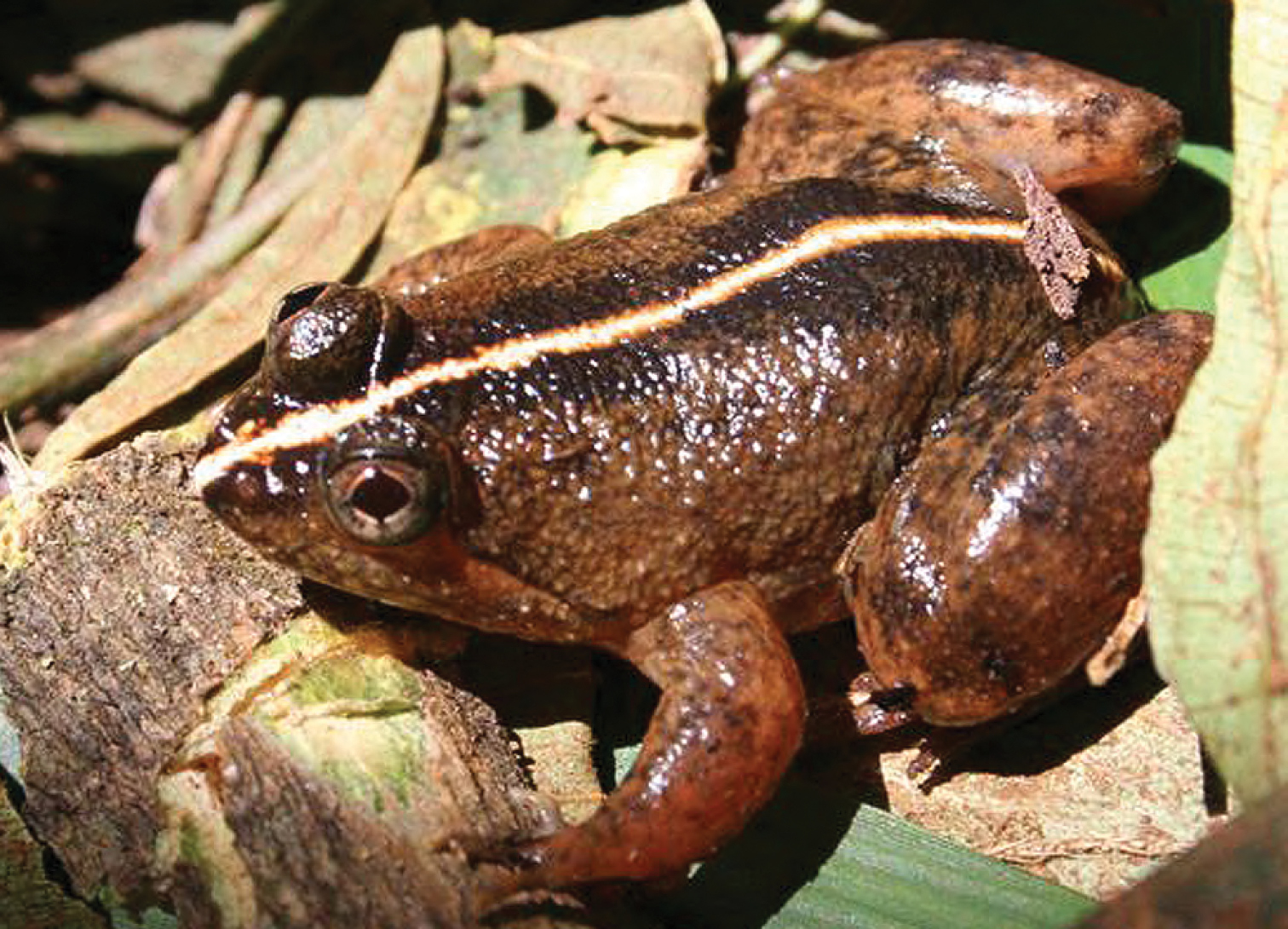
Occidozyga laevis